# فريدي ستروما
فريدي ستروما (بالإنجليزية: Freddie Stroma)  (من مواليد 8 يناير 1987) هو عارض أزياء ومغني وممثل إنجليزي، درس العلوم العصبية في جامعة كلية لندن. ٱشتهر بدور كورماك ماكلاجين في سلسلة أفلام هاري بوتر جزء هاري بوتر والأمير الهجين.

## أعماله

### أفلام
- 2009 : هاري بوتر والأمير الهجين (فيلم)
- 2010 : هاري بوتر ومقدسات الموت – الجزء 1 (فيلم)
- 2011 : هاري بوتر ومقدسات الموت – الجزء 2 (فيلم)
- 2012 : الملعب مثالي (فيلم)
- 2016 : 13 ساعة: جنود بنغازي السريين -يصّور-

### ألبومات
• 2011 : ألبوم Knockin
• 2011 : ألبوم Possibilities

## وصلات خارجية
- فريدي ستروما على موقع IMDb (الإنجليزية)
- فريدي ستروما على موقع روتن توميتوز (الإنجليزية)
- فريدي ستروما على موقع ألو سيني (الفرنسية)
- فريدي ستروما على موقع ميوزك برينز (الإنجليزية)
- فريدي ستروما على موقع أول موفي (الإنجليزية)
- فريدي ستروما على موقع قاعدة بيانات الأفلام السويدية (السويدية)
- فريدي ستروما على موقع قاعدة بيانات الفيلم (الإنجليزية)
- فريدي ستروما على موقع كينوبويسك (الروسية)

• جميع شخصية السحرة في سلسلة هاري بوتر
• سلسلة هاري بوتر
• فريدي ستروما يعود لتمثيل دور كورماك مكلاغين في مقدسات الموت 2010